# Barychelidae
Barychelidae Simon, 1889 è una famiglia di ragni appartenente all'infraordine Mygalomorphae.

## Etimologia
Il nome deriva dal greco βαρὺς, barys, cioè pesante, grave, profondo, e χηλή, chelè, cioè con biforcazione, a guisa di tenaglia probabilmente per la conformazione del cheliceri, ed il suffisso -idae, che designa l'appartenenza ad una famiglia.

## Etologia
La famiglia comprende quasi 300 specie, la cui caratteristica è la costruzione di cunicoli a porta-trappola, cioè con un'apertura a scatto per afferrare le prede. All'avvicinarsi della preda il ragno con un guizzo alza l'apertura e la afferra, trascinandosela all'interno. Il cunicolo può essere anche parzialmente allagato; in questo caso il ragno riesce a respirare intrappolando piccole bolle d'aria fra i suoi peli.
I ragni del genere Idioctis, lunghi circa 10 millimetri costruiscono cunicoli che per 5 centimetri sono sotto il livello di marea, sigillandolo con un'apertura sottilissima.
Per converso i ragni del genere Sipaloplasma della lunghezza di circa 20 millimetri, costruiscono il cunicolo nel legno in decomposizione, con un'apertura provvista di cardini per una chiusura più repentina ed efficiente.
Sono fra i pochi ragni, come le tarantole, che possono correre sul vetro. Alcune specie emettono suoni striduli.

## Distribuzione e habitat
Sono diffusi in Sudamerica, Africa, Madagascar, India, Nuova Guinea e varie isole dell'Oceano Pacifico.

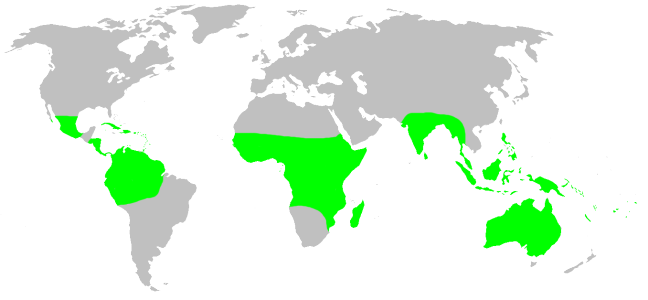
Barychelidae, distribuzione

## Tassonomia
Attualmente, a novembre 2020, si compone di 40 generi e 282 specie; 15 generi sono di incerta attribuzione nell'ambito delle 3 sottofamiglie individuate dall'entomologo Joel Hallan:
- Barychelinae

1. Atrophothele Pocock, 1903 — Socotra
2. Barycheloides Raven, 1994 — Nuova Caledonia
3. Barychelus Simon, 1889 — Nuova Caledonia
4. Cyphonisia Simon, 1889 — Africa
5. Diplothele O. P-Cambridge, 1890 — India
6. Encyocrypta Simon, 1889 — Nuova Caledonia
7. Idioctis L.Koch, 1874 — Madagascar, Oceania, Australia, Isole Seychelles
8. Idiommata Ausserer, 1871 — Australia
9. Idiophthalma O. P.-Cambridge, 1877 — Sudamerica
10. Mandjelia Raven, 1994 — Australia
11. Monodontium Kulczynski, 1908 — Nuova Guinea
12. Moruga Raven, 1994 — Australia
13. Nihoa Raven & Churchill, 1992 — Oceania
14. Ozicrypta Raven, 1994 — Australia
15. Pisenor Simon, 1889 — Africa
16. Plagiobothrus Karsch, 1891 — Sri Lanka
17. Rhianodes Raven, 1985 — Asia sudorientale
18. Strophaeus Ausserer, 1875 — Perù, Brasile
19. Synothele Simon, 1908 — Australia
20. Tigidia Simon, 1892 — Madagascar, Isole Mauritius
21. Trittame L. Koch, 1874 — Australia
22. Zophoryctes Simon, 1902 — Madagascar

- Sasoninae

1. Cosmopelma Simon, 1889 — Brasile, Venezuela
2. Neodiplothele Mello-Leitão, 1917 — Brasile
3. Paracenobiopelma Feio, 1952 — Brasile
4. Sason Simon, 1887 — Asia meridionale, Australia

- incertae sedis

1. Ammonius Thorell, 1899 — Camerun
2. Aurecocrypta Raven, 1994 — Australia
3. Eubrachycercus Pocock, 1897 — Somalia
4. Fijocrypta Raven, 1994 — Isole Figi
5. Natgeogia Raven, 1994 — Nuova Caledonia
6. Orstom Raven, 1994 — Nuova Caledonia
7. Questocrypta Raven, 1994 — Nuova Caledonia
8. Sasonichus Pocock, 1900 — India
9. Seqocrypta Raven, 1994 — Australia
10. Sipalolasma Simon, 1892 — Asia sudorientale, Africa
11. Thalerommata Ausserer, 1875 — Colombia, Messico
12. Troglothele Fage, 1929 — Cuba
13. Tungari Raven, 1994 — Australia
14. Zophorame Raven, 1990 — Australia

## Generi trasferiti, inglobati
- Cyrtogrammomma Pocock, 1895[3] — Guyana
- Psalistops Simon, 1889[3] — Colombia, Venezuela
- Reichlingia Rudloff, 2001[4] - Belize
- Trichopelma Simon, 1888[4] - Antille, Cuba, Repubblica Dominicana, Venezuela, Brasile